# La Roche-Maurice
La Roche-Maurice (bretonisch Ar Roc’h-Morvan) ist eine französische Gemeinde im Département Finistère im Nordwesten der Bretagne mit 1865 Einwohnern (Stand 1. Januar 2022). Sie gehört zum Arrondissement Brest und ist Mitglied im Gemeindeverband Communauté d’agglomération du pays de Landerneau-Daoulas. Die Bewohner werden Rochois und Rochoises genannt.

## Geografie

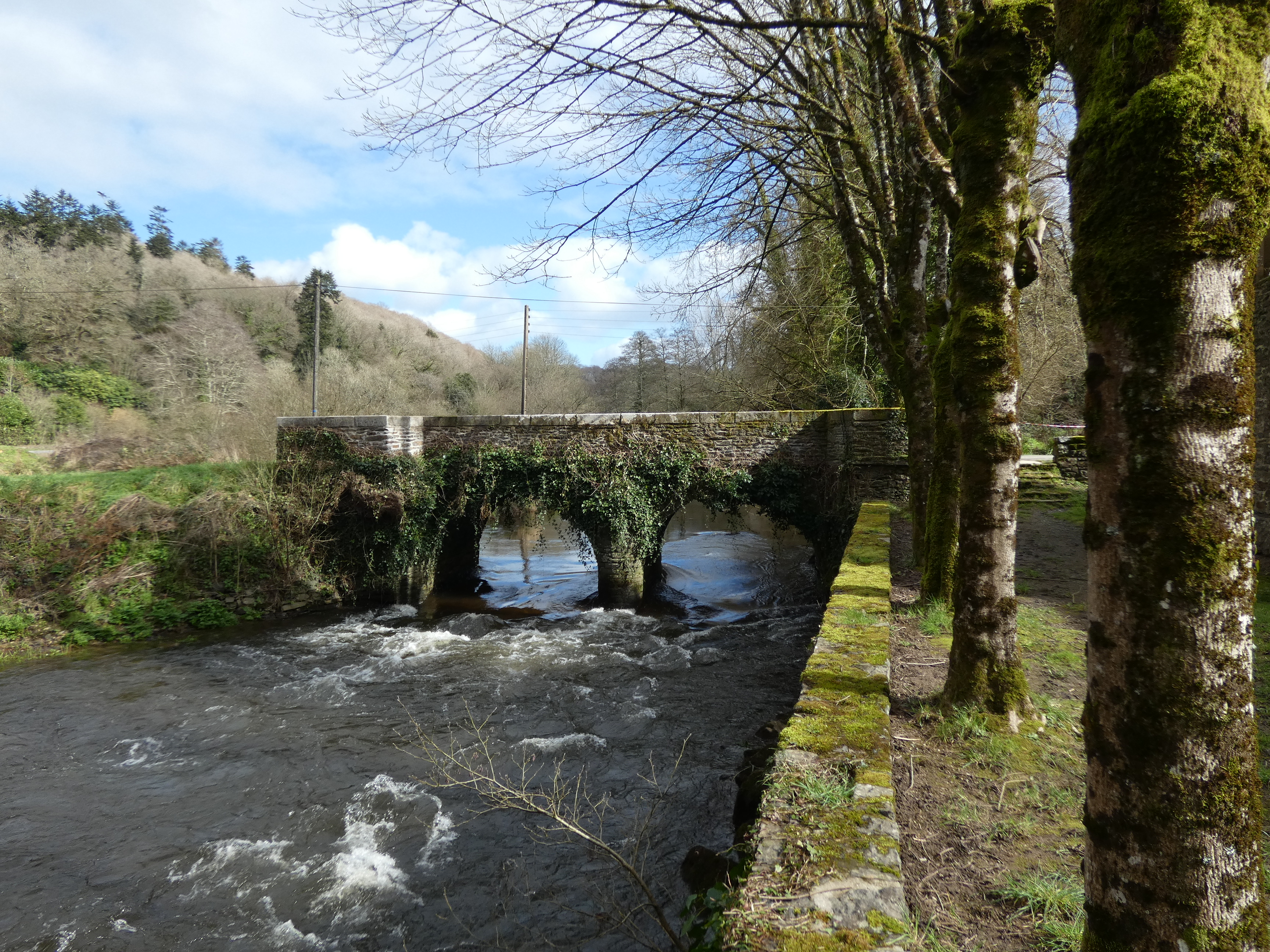
Brücke über den Élorn beim Weiler Pont-Christ

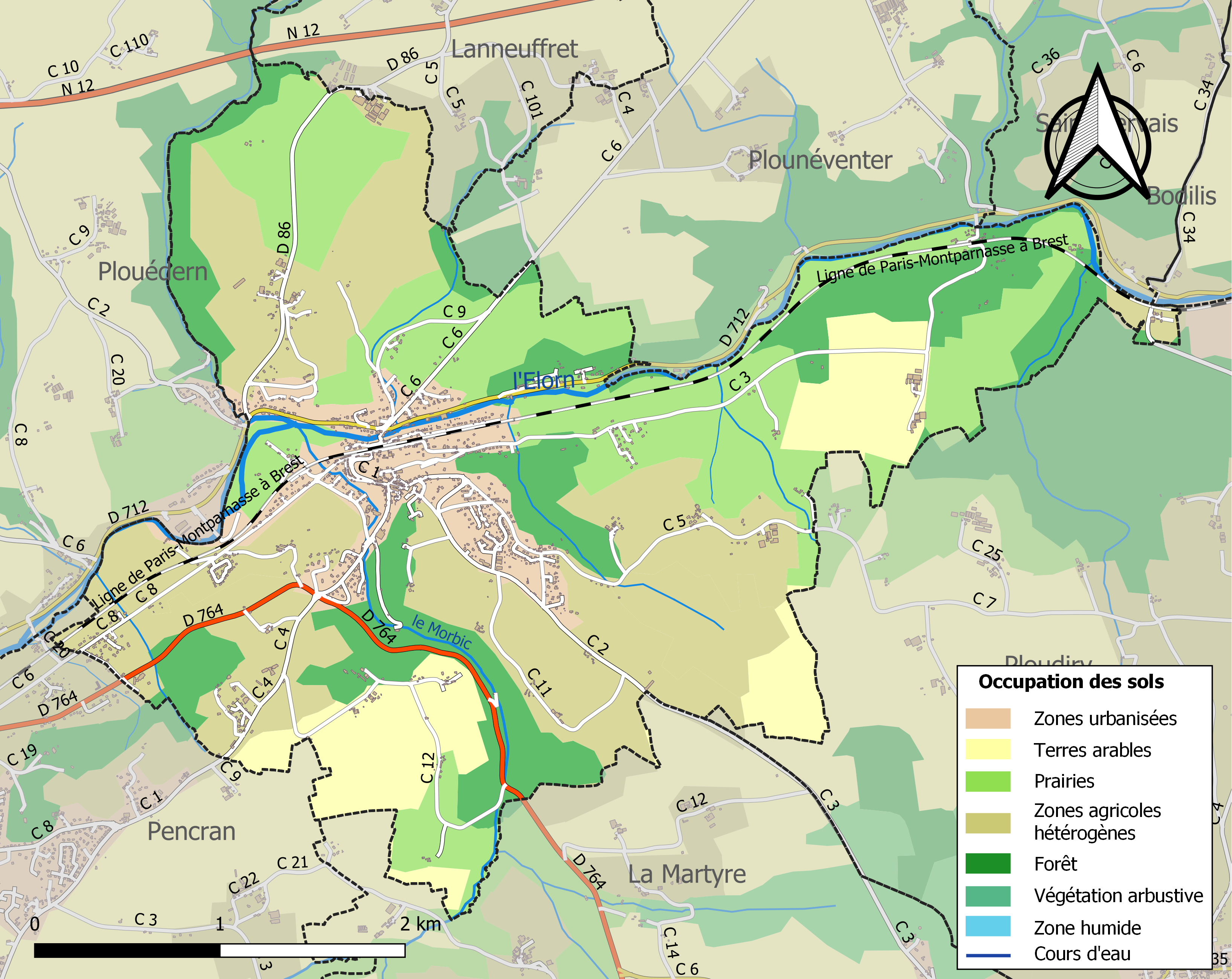
Bodennutzung, Hydrografie und Infrastruktur der Gemeinde (2018)

La Roche-Maurice befindet sich zu beiden Seiten des Küstenflusses Élorn in der historischen Provinz Pays de Léon, etwa 23 Kilometer nordöstlich von Brest. Das Gemeindegebiet wird außer vom Élorn von einigen linken und rechten Nebenflüssen entwässert.
Das Gebiet von La Roche-Maurice ist Teil des Natura 2000-Schutzgebiets „Rivière Elorn“ (FR5300024) und von drei ZNIEFF-Naturzonen Fast drei Viertel der Fläche der Gemeinde werden landwirtschaftlich genutzt, etwa 20 % sind bewaldet, vor allem entlang der Flussläufe.
Umgeben wird La Roche-Maurice von den acht Nachbargemeinden:
|           | Lanneuffret Plounéventer Saint-Servais      | Bodilis (Berührungspunkt) |
| Plouédern | Kompassrose, die auf Nachbargemeinden zeigt | Ploudiry                  |
| Pencran   |                                             | La Martyre                |

## Geschichte
Der Name La Roche-Maurice stammt aus dem bretonischen Rob (Festung) und Morvan (Mauritius). In der Tat erschien im 14. Jahrhundert der Name von La Roche-Maurice. Dieser Name scheint mit der Anwesenheit einer Festung verbunden zu sein, die den Beinamen Roch’Morvan trug und von Morvan, Vicomte von Faou, im 11. Jahrhundert gebaut wurde.
Die Pfarrgemeinde La Roche-Maurice stammte aus einer Aufteilung der ehemaligen Gemeinde Ploudiry und war vom Bistum Leon abhängig. Unter dem Ancien Régime war La Roche-Maurice eine Filialgemeinde von Ploudiry, der Status einer Gemeinde wurde ihr erst während des Konkordats von 1801 gewährt.
Die Gemeinde La Roche-Maurice ging aus der gleichnamigen Pfarrgemeinde sowie aus einer Abspaltung von Pont-Christ hervor, deren Kapelle 1533 vom Seigneur von Brézal und einem Teil der Gemeinde Plounéventer gegründet wurde.
Unbekannt ist das Datum der Errichtung eines befestigten Dorfkerns, wahrscheinlich vor dem 15. Jahrhundert, denn Lettres patentes des Herzogs der Bretagne, Johann VI., aus dem Jahr 1407 autorisierten die Verschiebung des Markts in La Roche-Maurice vom ersten Sonntag zum ersten Dienstag im Oktober. Ein Testament von Hervé VIII. von Léon im Jahr 1363 zeigt die Grundlage eines Vikariats in der Kapelle an, wobei unklar ist, ob damit die heutige Kirche gemeint ist. Die Vicomtes von Rohan finanzierten den Bau der derzeitigen Kirche zwischen 1539 und 1589. Das Beinhaus wurde zwischen 1639 und 1640 gebaut.
Bauern aus La Roche-Maurice, meist einfache Tagesarbeiter oder sogar Bettler, beteiligten sich 1675 an den Aufständen gegen die neue Steuer auf Stempelpapier. Bei der folgenden Niederschlagung mussten sich viele in Toul ar Bonnedou-Ruz verstecken. Die Pfarrgemeinde musste 500 Livres für den verursachten Schaden bezahlen.
Zwei Cahiers de Doléances wurden am 29. März 1789 geschrieben, eine von den Gemeindemitgliedern von La Roche, die andere von denen von Pont-Christ. Am 18. März 1793 nahmen die Bauern aus La Roche an der Schlacht von Kerguidu teil, die Teil eines anti-revolutionären Aufstands war. Das Beinhaus und das große Fenster der Pfarrkirche sind während der Terrorherrschaft beschädigt worden.
Das 19. Jahrhundert war von einem industriellen Boom mit der Schaffung der großen Getreidemühle von La Roche-Maurice im Jahr 1825 geprägt, von mehreren Papiermühlen am Élorn und seinen Nebenflüssen und 1845 der Spinnerei Traon-Élorn, die bis zu 2500 Arbeitskräfte beschäftigte. Während des Zweiten Kaiserreichs markiert der Bau der Bahnstrecke Paris–Brest, die 1865 eingeweiht wurde, einen Umschwung der Landschaft. La Roche-Maurice profitierte nun von einem Bahnhof, der 1882 von der Gesellschaft der Chemins de fer de l’Ouest in Betrieb genommen wurde.
Die strategische Lage von La Roche-Maurice erklärt die Anwesenheit französischer Chasseurs alpins (Alpenjäger) im April 1940, dann kurzzeitig englischer Truppen, die während des französischen Debakels 1940 durch deutsche Truppen ersetzt wurden, sowie Weißrussen (eigentlich Georgier) der Russischen Befreiungsarmee, die unter anderem die Pontois-Farm plünderten. Die Deutschen richteten in rund zwanzig Baracken entlang der Straße nach Landerneau 700 bis 800 Niederländer und Belgier ein, die von der Organisation Todt für den Bau des Atlantikwalls requiriert wurden, sowie ein Rückzugslager im Bois du Pontois für deutsche Seeleute der Kriegsmarine von Schiffen in Brest, in insbesondere von Schlachtschiff Scharnhorst.
Sechs Widerstandskämpfer wurden am 31. Juli 1944 von den Deutschen in La Roche-Maurice im Bois du Pontois erschossen. Am Ort der Hinrichtung befindet sich eine Gedenkstätte. La Roche-Maurice wurde am 9. August 1944 gegen 13 Uhr von einer amerikanischen Patrouille aus Plounéventer über Lanneufret befreit. Vor ihrer Flucht erschossen die Deutschen noch drei Personen.
Im Jahre 1979 wurde der Name der Gemeinde „La Roche“ in „La Roche-Maurice“ geändert.

## Bevölkerungsentwicklung
| La Roche-Maurice: Einwohnerzahlen von 1793 bis 2020                                                                        | La Roche-Maurice: Einwohnerzahlen von 1793 bis 2020 | La Roche-Maurice: Einwohnerzahlen von 1793 bis 2020 | La Roche-Maurice: Einwohnerzahlen von 1793 bis 2020 | La Roche-Maurice: Einwohnerzahlen von 1793 bis 2020 |
| --- | --------------------------------------------------- | --------------------------------------------------- | --------------------------------------------------- | --------------------------------------------------- |
| Jahr |                                                     |                                                     |                                                     | Einwohner                                           |
| 1793 | 1793                                                |                                                     | 766                                                 | 766                                                 |
| 1800 | 1800                                                |                                                     | 302                                                 | 302                                                 |
| 1806 | 1806                                                |                                                     | 816                                                 | 816                                                 |
| 1821 | 1821                                                |                                                     | 815                                                 | 815                                                 |
| 1831 | 1831                                                |                                                     | 771                                                 | 771                                                 |
| 1836 | 1836                                                |                                                     | 777                                                 | 777                                                 |
| 1841 | 1841                                                |                                                     | 859                                                 | 859                                                 |
| 1846 | 1846                                                |                                                     | 897                                                 | 897                                                 |
| 1851 | 1851                                                |                                                     | 939                                                 | 939                                                 |
| 1856 | 1856                                                |                                                     | 923                                                 | 923                                                 |
| 1861 | 1861                                                |                                                     | 930                                                 | 930                                                 |
| 1866 | 1866                                                |                                                     | 1.006                                               | 1.006                                               |
| 1872 | 1872                                                |                                                     | 1.066                                               | 1.066                                               |
| 1876 | 1876                                                |                                                     | 1.053                                               | 1.053                                               |
| 1881 | 1881                                                |                                                     | 1.030                                               | 1.030                                               |
| 1886 | 1886                                                |                                                     | 1.004                                               | 1.004                                               |
| 1891 | 1891                                                |                                                     | 955                                                 | 955                                                 |
| 1896 | 1896                                                |                                                     | 821                                                 | 821                                                 |
| 1901 | 1901                                                |                                                     | 864                                                 | 864                                                 |
| 1906 | 1906                                                |                                                     | 897                                                 | 897                                                 |
| 1911 | 1911                                                |                                                     | 853                                                 | 853                                                 |
| 1921 | 1921                                                |                                                     | 827                                                 | 827                                                 |
| 1926 | 1926                                                |                                                     | 867                                                 | 867                                                 |
| 1931 | 1931                                                |                                                     | 842                                                 | 842                                                 |
| 1936 | 1936                                                |                                                     | 841                                                 | 841                                                 |
| 1946 | 1946                                                |                                                     | 1.007                                               | 1.007                                               |
| 1954 | 1954                                                |                                                     | 1.222                                               | 1.222                                               |
| 1962 | 1962                                                |                                                     | 1.195                                               | 1.195                                               |
| 1968 | 1968                                                |                                                     | 1.225                                               | 1.225                                               |
| 1975 | 1975                                                |                                                     | 1.254                                               | 1.254                                               |
| 1982 | 1982                                                |                                                     | 1.401                                               | 1.401                                               |
| 1990 | 1990                                                |                                                     | 1.603                                               | 1.603                                               |
| 1999 | 1999                                                |                                                     | 1.706                                               | 1.706                                               |
| 2006 | 2006                                                |                                                     | 1.851                                               | 1.851                                               |
| 2013 | 2013                                                |                                                     | 1.929                                               | 1.929                                               |
| 2020 | 2020                                                |                                                     | 1.810                                               | 1.810                                               |
| Quelle(n): EHESS/Cassini bis 1999, INSEE ab 2006 Anmerkung(en): Ab 1962 offizielle Zahlen ohne Einwohner mit Zweitwohnsitz |                                                     |                                                     |                                                     |                                                     |

## Sehenswürdigkeiten
- Die Burgruine im Zentrum der Gemeinde ist eine ehemalige Burg von Rohan, Comte von Léon, erbaut im 13. Jahrhundert, dann nach 1420 restauriert und erweitert. Im Jahr 1490 wurde das Gebäude von königlichen Truppen gestürmt und dann verlassen. Es scheint auf Befehl von König Heinrich IV. abgerissen worden zu sein. Die Burgruine ist seit 1926 als Monument historique eingeschrieben.
- Die Bauphasen der Kirche Saint-Yves datieren aus dem 15. und 17. Jahrhundert. Die Kirche birgt zahlreiche Ausstattungsgegenstände, die in der Base Palissy gelistet sind, darunter ein Passionsfenster, das als Monument historique der beweglichen Objekte klassifiziert ist. Die Kirche und das Beinhaus aus dem Jahr 1639, die parallel zur Westfassade der Kirche verläuft, sind seit 1916 als Monument historique klassifiziert.
- Die Kirche Notre-Dame-du-Bon-Secours in Pont-Christ wurde 1533 erbaut. Im 18. Jahrhundert begann die Kirche aufgrund mangelnder Instandhaltung zu verfallen. Zusammen mit einem angrenzenden Calvaire ist sie seit 1916 als Monument historique klassifiziert.
- Auf der Gemeinde befinden sich sechs weitere Kreuze und Calvaires, außerdem das Schloss von Pontois aus dem 18. Jahrhundert und zahlreiche weitere Herrenhäuser.

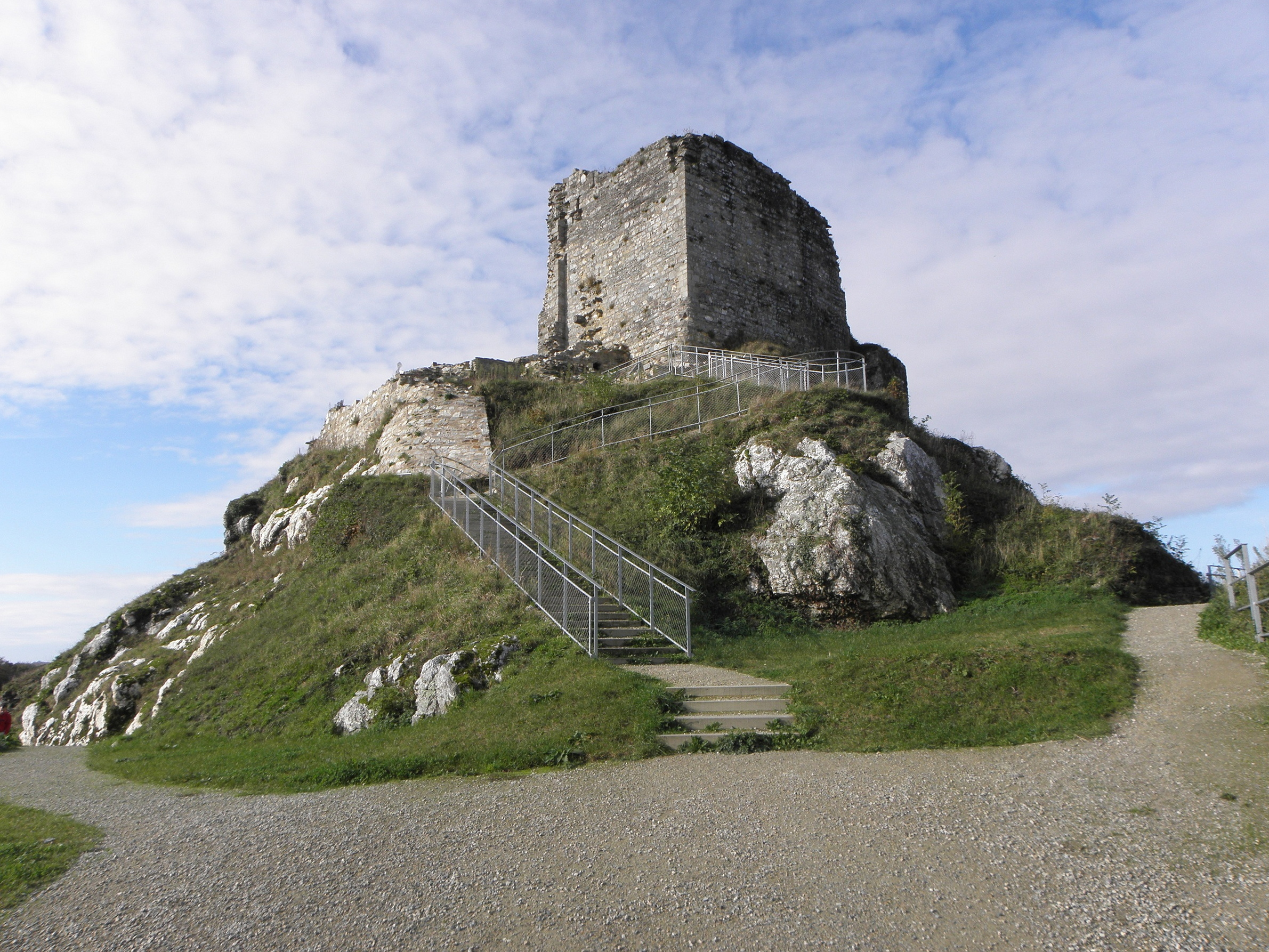
Burgruine La Roche-Maurice
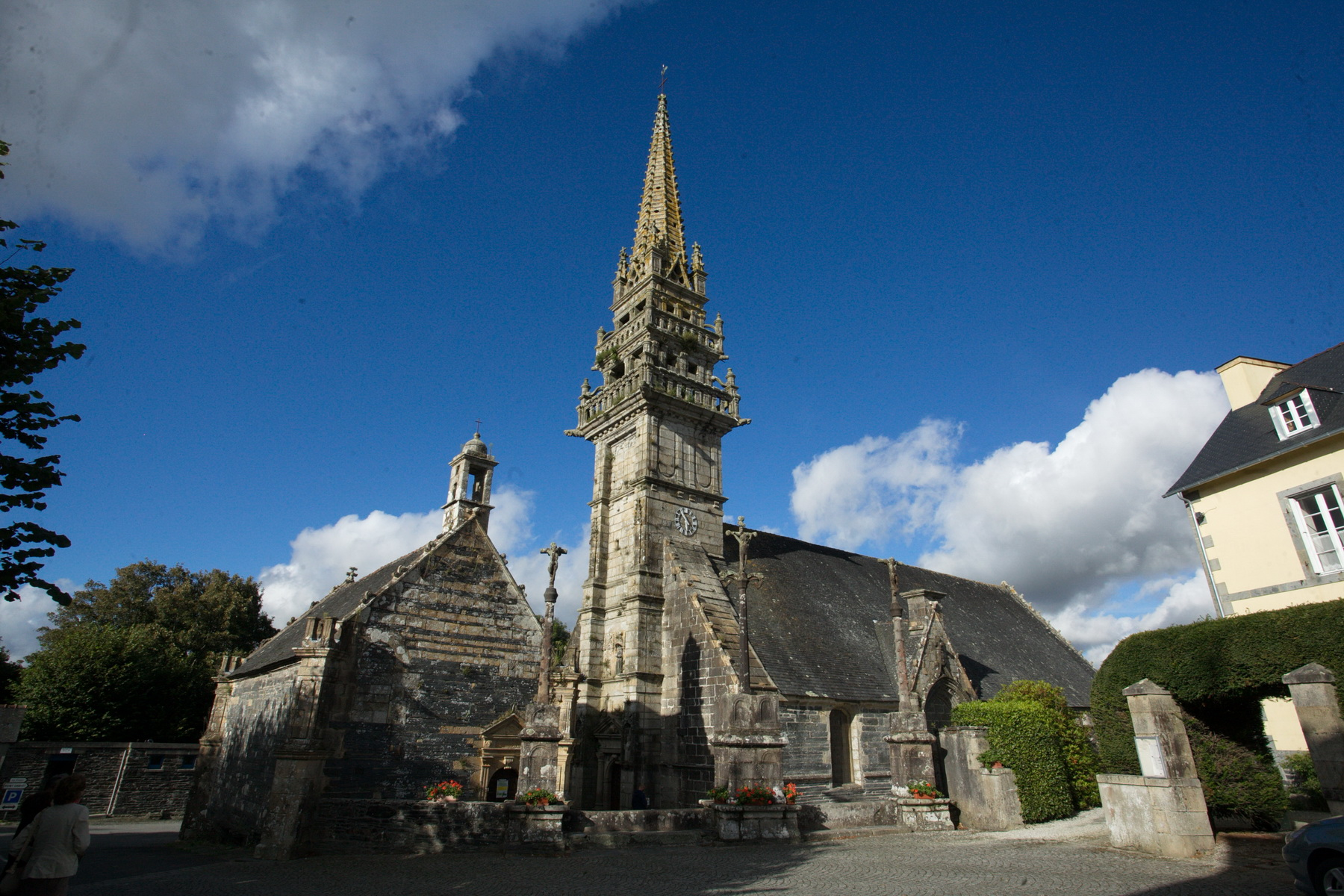
Kirche Saint-Yves und Beinhaus inmitten des umfriedeten Pfarrbezirks
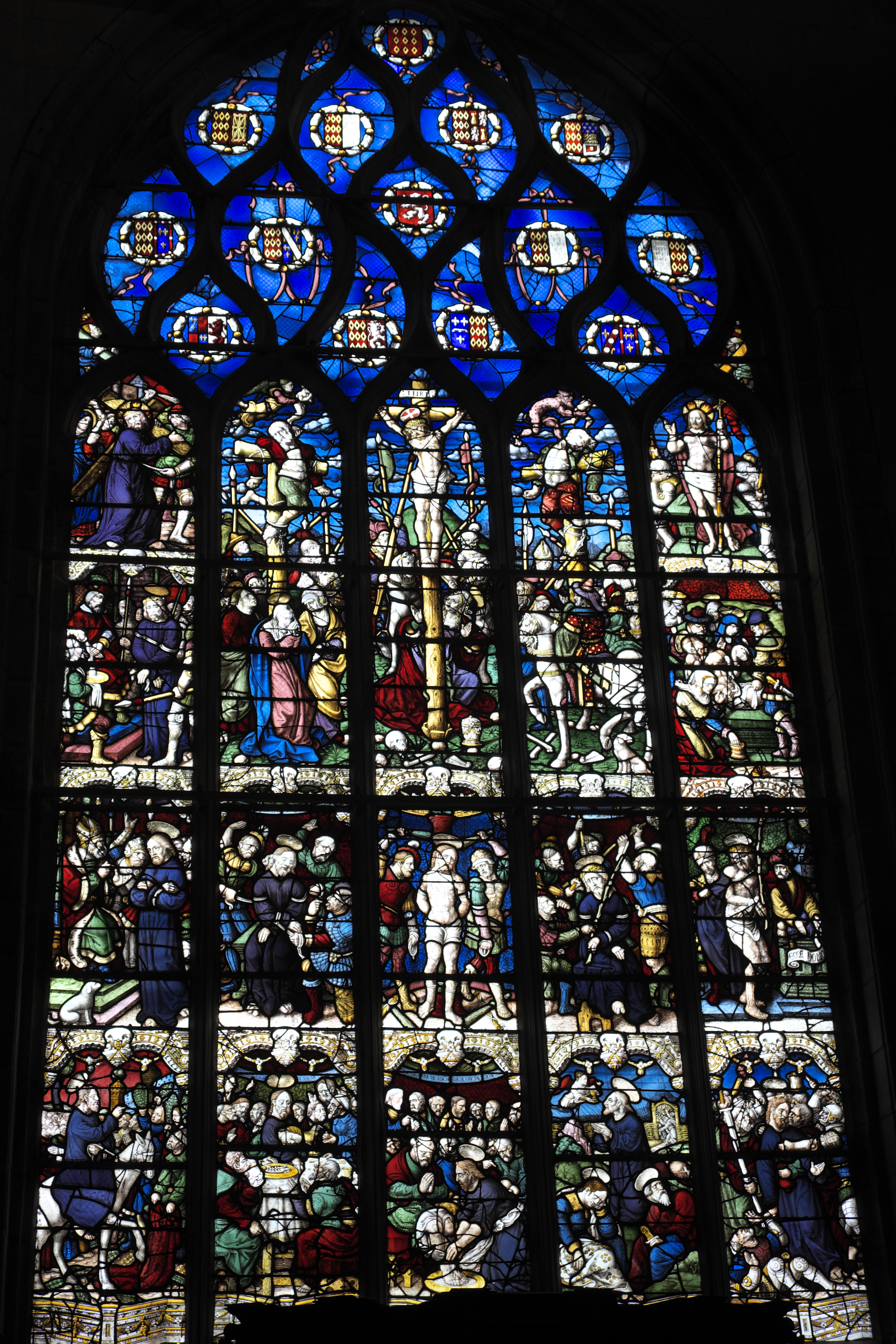
Passionsfenster in der Kirche Saint-Yves
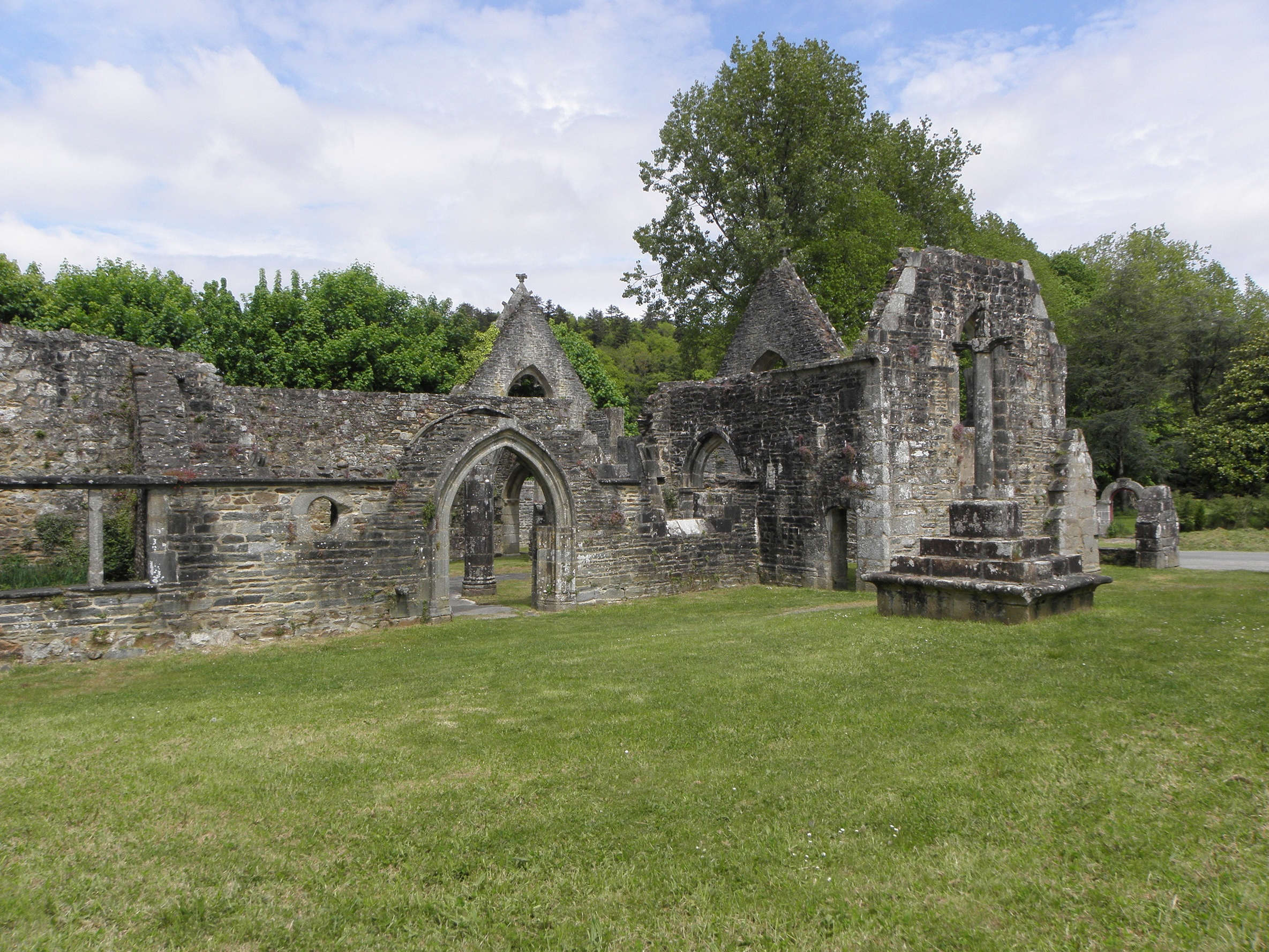
Ruine der Kirche in Pont-Christ

## Verkehr
Die Departementsstraße 712, die ehemalige Route nationale 12, durchquert das Gemeindegebiet von Ost nach West und verbindet es mit Landerneau im Westen und mit Landivisiau im Osten. Die Departementsstraße 764, die ehemalige Route nationale 164, von Landerneau nach Carhaix-Plouguer verlässt das Gemeindegebiet in südöstlicher Richtung und verbindet es mit Sizun über La Martyre.
Die Gemeinde besitzt einen Haltepunkt an der Bahnstrecke Paris–Brest. Züge von einer Linie des TER Bretagne verbinden die Gemeinde mit Brest über Landerneau und Morlaix.